# Goodfellow-Kammratte
Die Goodfellow-Kammratte (Ctenomys goodfellowi) ist eine Art der Kammratten. Die Art lebt im Osten Boliviens und ist nur von zwei Fundorten bekannt. Der Artstatus ist teilweise umstritten.

## Merkmale
Die Goodfellow-Kammratte erreicht eine Kopf-Rumpf-Länge von etwa 24,0 Zentimetern bei den Männchen und 18,6 bis 21,4 Zentimetern bei den Weibchen sowie eine Schwanzlänge von 9,3 bzw. 7,1 bis 7,9 Zentimetern, Gewichtsangaben liegen nicht vor. Es handelt sich damit um eine vergleichsweise große Art der Gattung, jedoch etwas kleiner als die Bolivien-Kammratte (Ctenomys boliviensis). Das Rückenfell ist wie bei dieser hell rotbraun gefärbt, die Oberseite des Kopfes und der Schnauze sind schwarzbraun, um den Nacken zieht sich ein dunkelbraunes Band bis auf den Rücken. Letzteres ist kräftiger ausgebildet als bei der Bolivien-Kammratte. Die Bauchseite ist hell rostrot, der weiße Bereich ist im Gegensatz zu dem der Bolivien-Kammratte auf kleine weiße Flecken im Bereich der Achseln und der Leistenregion reduziert. Der Schwanz ist auf der Oberseite dunkelbraun und auf der Unterseite hell.
Der Schädel ist kräftig ausgebildet, dabei jedoch kleiner und weniger begratet als der der Bolivien-Kammratte. Die Jochbögen sind verdickt, die Paukenblasen kleiner und weniger stark abgeflacht als die der Bolivien-Kammratte. Die Schneidezähne und auch die Prämolaren sind sehr breit und orangefarben.
Der Karyotyp ist variabel und besteht aus einem Chromosomensatz von 2n=46 Chromosomen (FN=64). Die Spermien der Tiere sind symmetrisch.

## Verbreitung
Die Goodfellow-Kammratte lebt im Osten Boliviens und ist nur von zwei Fundorten im Bereich der Ortschaften Esperanza sowie San Ramón in der Provinz Ñuflo de Chávez, Departamento Santa Cruz, bekannt.

## Lebensweise
Über die Lebensweise und die Lebensräume der Art liegen keine Informationen vor. Wie alle Kammratten lebt sie wahrscheinlich solitär und terrestrisch und gräbt Baue im Boden.

## Systematik
Die Goodfellow-Kammratte wird als eigenständige Art innerhalb der Gattung der Kammratten (Ctenomys) eingeordnet, die aus etwa 70 Arten besteht. Die wissenschaftliche Erstbeschreibung der Art stammt von Oldfield Thomas aus dem Jahr 1921, der sie anhand von Individuen aus Esperanza beschrieb. Sie ist nach dem britischen Naturforscher Walter Goodfellow (1866–1953) benannt.
Der Artstatus ist umstritten und nach Gardner et al. 2014 wurde sie in die Bolivien-Kammratte integriert, während sie nach anderen Autoren als eigenständig angesehen wird. Aufgrund molekularbiologischer Merkmale wurde die Art mit einigen nahen Verwandten der  boliviensis-Artengruppe innerhalb der Gattung zugeordnet.
Innerhalb der Art werden neben der Nominatform keine weiteren Unterarten unterschieden.

## Status, Bedrohung und Schutz
Die Goodfellow-Kammratte wird von der International Union for Conservation of Nature and Natural Resources (IUCN) als nicht gefährdet gelistet. Es gibt danach derzeit keine bestandsgefährdende Bedrohungen für diese Art.

## Belege
1. 1 2 3 4 5 6 7 8 9  Goodfellow's Tuco-tuco. In: T.R.O. Freitas: Family Ctenomyidae In: Don E. Wilson, T.E. Lacher, Jr., Russell A. Mittermeier (Herausgeber): Handbook of the Mammals of the World: Lagomorphs and Rodents 1. (HMW, Band 6) Lynx Edicions, Barcelona 2016, S. 514. ISBN 978-84-941892-3-4.
2. 1 2  Scott Lyell Gardner, Jorge Salazar-Bravo, Joseph A. Cook: New Species of Ctenomys Blainville 1826 (Rodentia: Ctenomyidae) from the Lowlands and Central Valleys of Bolivia. Faculty Publications on the Harold W. Manter Laboratory of Parasitology, Special Publications, Museum of Texas Tech University 62, 2014; S. 1–34; Volltext.
3. ↑  „Goodfellow“ In: Bo Beolens, Michael Grayson, Michael Watkins: The Eponym Dictionary of Mammals. Johns Hopkins University Press, 2009; S. 158–159; ISBN 978-0-8018-9304-9.
4. ↑   Ctenomys goodfellowi. In: Don E. Wilson, DeeAnn M. Reeder (Hrsg.): Mammal Species of the World. A taxonomic and geographic Reference. 2 Bände. 3. Auflage. Johns Hopkins University Press, Baltimore MD 2005, ISBN 0-8018-8221-4.
5. ↑  Andrés Parada, Guillermo D’Elía, Claudio J. Bidau, Enrique P. Lessa: Species groups and the evolutionary diversification of tuco-tucos, genus Ctenomys (Rodentia: Ctenomyidae). Journal of Mammalogy 92 (3), 9. Juni 2011; S. 671–682. doi:10.1644/10-MAMM-A-121.1
6. 1 2  Ctenomys goodfellowi in der Roten Liste gefährdeter Arten der IUCN 2018. Eingestellt von: N. Roach, L. Naylor, 2016. Abgerufen am 1. Februar 2019.